# Taridin Ridge
Taridin Ridge (englisch; bulgarisch хребет Таридин chrebet Taridin) ist ein felsiger, y-förmiger, in ost-westlicher Ausrichtung 20 km langer, 7,15 km breiter und im Mount Mayhew bis zu 1200 m hoher Gebirgskamm in den Aristotle Mountains an der Oskar-II.-Küste des Grahamlands auf der Antarktischen Halbinsel. Der Pequod-Gletscher liegt nördlich, der Starbuck-Gletscher südlich von ihm.
Britische Wissenschaftler kartierten ihn 1976. Die bulgarische Kommission für Antarktische Geographische Namen benannte ihn 2013 nach Taridin, Gouverneur im Südwesten Bulgariens in den Regierungszeiten der Zaren Simeon I. und Peter I. zwischen dem 9. und 10. Jahrhundert.